# 豊田市立逢妻中学校
豊田市立逢妻中学校（とよたしりつ あいづまちゅうがっこう）は、愛知県豊田市新町一丁目にある公立中学校。

## 沿革
- 1978年（昭和53年）4月 - 豊田市立朝日丘中学校より分離し設立[1]。

## 通学区域
以下の小学校区。
- 豊田市立小清水小学校
- 豊田市立美山小学校

## 周辺
- 豊田市立小清水小学校
- 豊田新町郵便局
- 国道153号
- 愛知県道284号宮上知立線
- 逢妻交流館

## 著名な出身者
- 春ノ山竜尚（元力士：松ヶ根部屋）
- 山田二千華（バレーボール日本代表）
- 秋元皓貴（キックボクサー）
- 岩田アッチュ（音楽バンド：NIRGILIS）